# Камберланд (река)
Камберланд (енгл. Cumberland River) је река која протиче кроз САД. Дуга је 1,120 km. Протиче кроз америчке савезне државе Кентаки и Тенеси. Улива се у Охајо.
Река Камберланд извире на југоистоку државе Кентаки између планина Пајн и Камберланд, протиче југом државе Кентаки, затим прелази у севернио део државе Тенеси, да би се поновно вратила у Кентаки где се код места Смитланд улива у реку Охајо. На реци се налази 21 m високи слапови Камберланд, који су једно од ретких места западне хемисфере где месечева светлост може створити дугу. Већи део реке је плован због бројних брана саграђених на реци, које уједно на реци формирају и бројна језера која су погодна за рекреацију. (нпр. језеро Баркли у западном Кентакију и језеро Камберланд).
У колонијално доба ријеку су локални амерички индијанци називали "Вариото", а француски трговци "Сованона". Данашње име је добила 1748. у част принца Вилијама, војводе од Камберланда, који био популаран у то време због победа над јакобитима током Јакобистког устанка у Великој Британији.